# Liste des joueurs de l'Eendracht Alost
Cette liste reprend les 564 joueurs de football ayant évolué au SC Eendracht Alost depuis sa fondation.
Date de mise à jour des joueurs et de leurs statistiques : 25 octobre 2012
- Haut – A
- B
- C
- D
- E
- F
- G
- H
- I
- J
- K
- L
- M
- N
- O
- P
- Q
- R
- S
- T
- U
- V
- W
- X
- Y
- Z

## A
| Joueur                     | Nationalité | Position          | Période(s)           | Matches (dont D1) | Buts |
| -------------------------- | ----------- | ----------------- | -------------------- | ----------------- | ---- |
| Madjid Adjaoud             | Algérie     | Milieu de terrain | 2005-2006            | 8 (0)             | 0    |
| Tim Aelbrecht              | Belgique    | Milieu de terrain | 2001-2002, 2006-2009 | 116 (49)          | 20   |
| Victor Aelbrecht           | Belgique    | ?                 | 1945-1946            | 2 (2)             | 0    |
| Patrick Sambya Akanakimana | Burundi     | Attaquant         | 2006-2007            | 7 (0)             | 1    |
| Benedict Akwuegbu          | Nigeria     | Attaquant         | 1992-1993            | 15 (0)            | 3    |
| Imad Amazou                | Belgique    | Milieu de terrain | 2003-2006            | 19 (0)            | 3    |
| Johann Amghar              | France      | Attaquant         | 2009-2010            | 10 (0)            | 2    |
| Kingsley Amunike           | Nigeria     | Défenseur         | 1996-2000            | ?                 | ?    |
| Ivo Arijs                  | Belgique    | ?                 | 1987-1988            | 3 (0)             | 0    |
| Jean Arnolis               | Belgique    | Milieu de terrain | 1973-1982            | ? (0)             | ?    |
| Georges Arts               | Belgique    | Défenseur         | 1999-2002            | 77 (77)           | 4    |
| Marcel Arys                | Belgique    | ?                 | 1961-1962            | 4 (4)             | 0    |
| Denis Asselman             | Belgique    | ?                 | 1967-1968            | ? (0)             | ?    |
| Jürgen Asselman            | Belgique    | ?                 | 1993-1994            | ? (0)             | ?    |

## B
| Joueur                       | Pays                             | Position          | Période(s) | Matches (dont D1) | Buts |
| ---------------------------- | -------------------------------- | ----------------- | ---------- | ----------------- | ---- |
| Chris Baert                  | Belgique                         | ?                 | 1991-1993  | 45 (22)           | 4    |
| Nico Baert                   | Belgique                         | Gardien de but    | 2003-2004  | 1 (0)             | 0    |
| Dirk Baeyens                 | Belgique                         | ?                 | 1984-1985  | ? (0)             | ?    |
| Oumar Bakari                 | France                           | Milieu de terrain | 1998       | ? (?)             | ?    |
| Alteron Balaj                | Kosovo                           | Attaquant         | 2011-...   | 12 (0)            | 0    |
| Lajos Balogh                 | Hongrie                          | ?                 | 1961-1962  | 5 (5)             | 0    |
| Janos Banfi                  | Hongrie                          | Défenseur         | 1995-1999  | 48 (48)           | 0    |
| Graham Bassett               | Angleterre                       | Attaquant         | 1985-1987  | 54 (0)            | 9    |
| Dirk Baten                   | Belgique                         | ?                 | 1978-1981  | ? (0)             | ?    |
| Léon Becqué                  | Belgique                         | ?                 | 1942-1947  | ? (?)             | ?    |
| Werner Beeckmans             | Belgique                         | ?                 | 1979-1980  | ? (0)             | ?    |
| Serge Beerens                | Belgique                         | Attaquant         | 2002-2005  | 63 (0)            | 17   |
| Willy Bellon                 | Belgique                         | ?                 | 1952-1962  | ? (?)             | ?    |
| Yves Bellon                  | Belgique                         | ?                 | 2005-2006  | ? (?)             | ?    |
| Houssine Benali              | Maroc                            | Milieu de terrain | 1995-1996  | 18 (18)           | 0    |
| Rogerio Benjamin De Oliveira | Brésil                           | Milieu de terrain | 2000-2001  | 24 (24)           | 1    |
| Jacques Billens              | Belgique                         | ?                 | 1978-1979  | ? (?)             | ?    |
| Alain Blanckaert             | Belgique                         | ?                 | 1989-1990  | 6 (0)             | 1    |
| Jules Bocandé                | Sénégal                          | Attaquant         | 1992-1993  | 6 (0)             | 3    |
| Jonas Bogaerts               | Belgique                         | Milieu de terrain | 2012-...   | 0 (0)             | 0    |
| Éric Bongumba Bonghanya      | République démocratique du Congo | Attaquant         | 1998-2000  | 4 (4)             | 0    |
| Edmond Boone                 | Belgique                         | ?                 | 1943-1947  | ? (?)             | ?    |
| Roland Bossaer               | Belgique                         | Défenseur         | 1967-1974  | 152 (0)           | 0    |
| Cédric Boto                  | Belgique                         | Attaquant         | 2007-2009  | 32 (0)            | 7    |
| Nourdine Boussoufa           | Maroc                            | ?                 | 2008-2009  | 6 (0)             | 0    |
| Karim Bridji                 | Algérie                          | Milieu de terrain | 2001-2002  | 15 (15)           | 2    |
| Tom Bruggeman                | Belgique                         | Milieu de terrain | 2001-2006  | 36 (2)            | 2    |
| Albert Bulté                 | Belgique                         | ?                 | 1946-1947  | 7 (7)             | 0    |
| Chris Buydts                 | Belgique                         | ?                 | 1980-1981  | ? (?)             | ?    |
| Ronny Buyle                  | Belgique                         | ?                 | 1975-1978  | ? (?)             | ?    |
| Ludovic Buysens              | Belgique                         | Milieu de terrain | 2005-2006  | 14 (0)            | 2    |

## C
| Joueur             | Nationalité | Position          | Période(s)           | Matches (dont D1) | Buts |
| ------------------ | ----------- | ----------------- | -------------------- | ----------------- | ---- |
| Dimitri Cabaraux   | Belgique    | Défenseur         | 2002-2003            | 14 (0)            | 0    |
| Hans Callebaut     | Belgique    | ?                 | 1986-1988            | 13 (0)            | 0    |
| Philippe Cammu     | Belgique    | ?                 | 1945-1947            | ?                 | ?    |
| Thomas Camu        | Belgique    | Gardien de but    | 2007-2008            | 14 (0)            | 0    |
| Marc Canjels       | Belgique    | ?                 | 1985-1986            | 1 (0)             | 0    |
| Geert Cardon       | Belgique    | Défenseur         | 1979-1980            | ? (0)             | ?    |
| Kim Carlier        | Belgique    | ?                 | 2005-2006            | 8 (0)             | 1    |
| José Carlos Junior | Brésil      | ?                 | 1995-1997            | 35 (35)           | 6    |
| Cédric Carrez      | France      | Défenseur         | 2001-2002            | 13 (13)           | 1    |
| Kim Ceulemans      | Belgique    | ?                 | 2004-2006            | 8 (0)             | 2    |
| Abdallah Cherji    | Maroc       | Milieu de terrain | 2001-2002            | 5 (5)             | 0    |
| Webster Chikabala  | Zambie      | Attaquant         | 1991-1992            | 2 (2)             | 0    |
| Moses Chunga       | Belgique    | Milieu de terrain | 1987-1992            | 101 (7)           | 21   |
| Henri Claes        | Belgique    | Gardien de but    | 1956-1959            | ?                 | ?    |
| Davy Claessens     | Belgique    | Milieu de terrain | 2001-2008            | 81 (5)            | 10   |
| Peter Claessens    | Belgique    | Milieu de terrain | 1993-1994            | 17 (0)            | 1    |
| Geoffrey Claeys    | Belgique    | Défenseur         | 1999-2000            | 28 (28)           | 1    |
| David Collijns     | Belgique    | ?                 | 1986-1988            | 8 (0)             | 0    |
| Etienne Collyns    | Belgique    | ?                 | 1966-1968            | ?                 | ?    |
| Peter Cooman       | Belgique    | Défenseur         | 1986-1988, 1992-1993 | 56 (0)            | 1    |
| Davy Cooreman      | Belgique    | Milieu de terrain | 1998-2000            | 65 (65)           | 12   |
| Karel Cooreman     | Belgique    | ?                 | 1941-1943            | ?                 | ?    |
| Steve Cooreman     | Belgique    | Défenseur         | 1998-2000            | 44 (44)           | 7    |
| Glen Coppens       | Belgique    | ?                 | 2009-2011            | 44 (0)            | 1    |
| Gunther Coppens    | Belgique    | ?                 | 1986-1987            | ?                 | ?    |
| Jurgen Coppens     | Belgique    | ?                 | 2002-2006            | 110 (0)           | 8    |
| Thomas Coppens     | Belgique    | ?                 | 2010-2011            | ?                 | ?    |
| Ives Cordier       | Belgique    | Milieu de terrain | 2001-2006            | 98 (4)            | 12   |
| Albert Cornand     | Belgique    | ?                 | 1945-1947            | ?                 | ?    |
| Dirk Cornand       | Belgique    | ?                 | 1982-1985            | ? (0)             | ?    |
| Albert Cornelis    | Belgique    | ?                 | 1941-1947            | ?                 | ?    |
| Jozef Cornelis     | Belgique    | ?                 | 1980-1985            | ? (0)             | ?    |
| Ton Cornelissen    | Pays-Bas    | Attaquant         | 1991-1992            | 15 (15)           | 0    |
| Bart Corthals      | Belgique    | ?                 | 1987-1988            | 2 (0)             | ?    |
| Kris Corthals      | Belgique    | ?                 | 1986-1987            | ? (0)             | ?    |
| Nicolas Cottiels   | Belgique    | ?                 | 1991-1992            | ?                 | ?    |
| Tidiany Coulibaly  | France      | Milieu de terrain | 2007-2009            | 46 (0)            | 1    |
| Bob Cousin         | France      | Milieu de terrain | 2010-2012            | 61 (0)            | 8    |
| Joël Crahay        | Belgique    | Milieu de terrain | 1984-1987            | 51 (0)            | 9    |
| Samuel Crispijn    | Belgique    | ?                 | 2010-2012            | 44 (0)            | 7    |
| Jacques Culot      | Belgique    | ?                 | 1961-1962            | ?                 | ?    |

## D
| Joueur                      | Nationalité | Position          | Période(s)           | Matches (dont D1) | Buts |
| --------------------------- | ----------- | ----------------- | -------------------- | ----------------- | ---- |
| Frans Daelman               | Belgique    | ?                 | 1941-1947            | ?                 | ?    |
| Dirk Daelmans               | Belgique    | Milieu de terrain | 1996-2000            | 66 (66)           | 2    |
| Joeri De Baeremaeker        | Belgique    | Milieu de terrain | 2002-2005            | 15 (0)            | 1    |
| Jorden De Batselier         | Belgique    | Gardien de but    | 2009-...             | 0 (0)             | 0    |
| Jozef De Bels               | Belgique    | ?                 | 1960-1962            | ?                 | ?    |
| Gilles De Bilde             | Belgique    | Attaquant         | 1992-1995            | 87 (33)           | 39   |
| Alfred De Block             | Belgique    | ?                 | 1942-1943            | ?                 | ?    |
| Gaston De Block             | Belgique    | ?                 | 1941-1944            | ?                 | ?    |
| Albert De Boeck             | Belgique    | ?                 | 1959-1962            | ?                 | ?    |
| Edy De Bolle                | Belgique    | Milieu de terrain | 1981-1985            | ? (0)             | ?    |
| Philippe De Bondt           | Belgique    | ?                 | 1983-1984            | ?                 | ?    |
| Norbertus De Brauw          | Belgique    | ?                 | 1943-1947            | ?                 | ?    |
| Gerd De Bruycker            | Belgique    | ?                 | 1986-1991            | 32 (0)            | 1    |
| Marc De Bruyne              | Belgique    | ?                 | 1979-1980            | ? (0)             | ?    |
| Adolf De Buck               | Belgique    | ?                 | 1941-1951            | ?                 | ?    |
| Emiel De Buck               | Belgique    | ?                 | 1949-1950            | ? (0)             | ?    |
| Robby De Buck               | Belgique    | ?                 | 1989-1990            | ? (0)             | ?    |
| Olivier De Castro           | France      | Défenseur         | 2009-2012            | ? (0)             | ?    |
| Bram De Cat                 | Belgique    | ?                 | 2004-2006            | ? (0)             | ?    |
| Dimitri De Condé            | Belgique    | Milieu de terrain | 2001-2002            | 17 (16)           | 0    |
| Isidoor De Coninck          | Belgique    | ?                 | 1961-1962            | 4 (4)             | 0    |
| Wim De Coninck              | Belgique    | Gardien de but    | 1999-2000            | 0 (0)             | 0    |
| Yvan De Corte               | Belgique    | Gardien de but    | 2002-2005            | 72 (0)            | 0    |
| Mark De Cremer              | Belgique    | ?                 | 1988-1989            | 22 (0)            | 6    |
| Tjendo De Cuyper            | Belgique    | ?                 | 2012-...             | ?                 | ?    |
| Laurent De Cuypere          | Belgique    | ?                 | 2000-2001            | ? (0)             | ?    |
| Wouter De Groote            | Belgique    | ?                 | 2008-2009            | 15 (0)            | 1    |
| Nicky De Gusseme            | Belgique    | ?                 | 2009-2011            | 6 (0)             | 0    |
| Marcel De Jaeger            | Belgique    | ?                 | 1946-1947            | 4 (4)             | 0    |
| Roger De Jaegher            | Belgique    | ?                 | 1946-1947            | ?                 | ?    |
| Tommy De Kegel              | Belgique    | ?                 | 2007-2008            | ? (0)             | ?    |
| Yves De Ketele              | Belgique    | ?                 | 1986-1987            | ? (0)             | ?    |
| Tim De Keyser               | Belgique    | ?                 | 2000-2001            | 15 (15)           | 0    |
| Jurgen De Knijf             | Belgique    | ?                 | 1999-2000, 2002-2004 | 22 (0)            | 0    |
| Kurt De Lange               | Belgique    | ?                 | 1977-1978            | ? (0)             | ?    |
| Nicolas De Lange            | Belgique    | ?                 | 2006-2007            | 19 (0)            | 0    |
| Jan De Langhe               | Belgique    | ?                 | 2005-2006            | 12 (0)            | 0    |
| Bart De Lathouwer           | Belgique    | ?                 | 1988-1991            | 8 (0)             | 0    |
| Aloïs De Maere              | Belgique    | ?                 | 1955-1957            | ? (0)             | ?    |
| Stefaan De Maere            | Belgique    | ?                 | 1986-1990            | 75 (0)            | 0    |
| Oliveira De Matos           | Belgique    | ?                 | 1986-1988            | 27 (0)            | 1    |
| Sébastien De Meersman       | Belgique    | ?                 | 1995-1996            | 8 (8)             | 0    |
| Youri De Meersman           | Belgique    | ?                 | 2007-2008            | ? (0)             | ?    |
| Michaël De Meyst            | Belgique    | ?                 | 1993-1996            | 22 (17)           | 1    |
| Jeroen De Mol               | Belgique    | Défenseur         | 2002-2004            | 58 (0)            | 1    |
| Patrick De Moor             | Belgique    | ?                 | 1984-1985            | ? (0)             | ?    |
| Robbie De Moor              | Belgique    | ?                 | 2003-2006            | 12 (0)            | 0    |
| Georges De Munter           | Belgique    | ?                 | 1941-1943            | ?                 | ?    |
| Sam De Munter               | Belgique    | ?                 | 2012-...             | ? (0)             | ?    |
| André De Nul                | Belgique    | ?                 | 1962-1968            | 112 (0)           | 61   |
| Alexandre De Oliveira       | Belgique    | ?                 | 1998-2000            | 38 (38)           | 8    |
| Steve De Ridder             | Belgique    | Attaquant         | 2005-2006            | 14 (0)            | 7    |
| Jean De Rijckere            | Belgique    | ?                 | 1945-1946            | 2 (2)             | 0    |
| Gaston De Ruysscher         | Belgique    | ?                 | 1941-1944            | ?                 | ?    |
| Kristof De Saedeleer        | Belgique    | ?                 | 1997-2002            | 47 (47)           | 0    |
| Bert De Schrijver           | Belgique    | ?                 | 1978-1981            | ? (0)             | ?    |
| Hans De Schrijver           | Belgique    | ?                 | 1988-1995            | 166 (35)          | 0    |
| John De Schrijver           | Belgique    | ?                 | 1978-1979            | ? (0)             | ?    |
| Niels De Schutter           | Belgique    | ?                 | 2007-2012            | 146 (0)           | 6    |
| Leo De Smet                 | Belgique    | ?                 | 1980-1982            | ? (0)             | ?    |
| Alves Mauro De Sousa        | Brésil      | ?                 | 1981-1982            | 20 (0)            | 2    |
| Filipe De Souza Abreu       | Brésil      | ?                 | 2004-2005            | 2 (0)             | 0    |
| Raphaël De Souza Ferreira   | Belgique    | ?                 | 2004-2005            | 4 (0)             | 0    |
| François De Sterck          | Belgique    | ?                 | 1957-1961            | ? (1)             | ?    |
| Stéphane De Taeye           | Belgique    | ?                 | 1977-1978            | ? (0)             | ?    |
| Lieven De Veirman           | Belgique    | Gardien de but    | 2007-2009            | 43 (0)            | 0    |
| Lothar De Vidts             | Belgique    | ?                 | 2008-2011            | 7 (0)             | 0    |
| Dries De Vis                | Belgique    | ?                 | 2003-2004            | ? (0)             | ?    |
| Patrick De Vlamynck         | Belgique    | Gardien de but    | 2002-2003            | 10 (0)            | 0    |
| Koen De Vleeschauwer        | Belgique    | ?                 | 1994-1998            | 113 (113)         | 5    |
| Bernard De Waegener         | Belgique    | ?                 | 1943-1946            | ?                 | ?    |
| Sven De Waegener            | Belgique    | ?                 | 1986-1990            | 10 (0)            | 0    |
| Bjorn De Wilde              | Belgique    | Attaquant         | 2000-2002            | 39 (39)           | 8    |
| Johan De Wilde              | Belgique    | ?                 | 1992-1993            | ? (0)             | ?    |
| André De Wolf               | Belgique    | ?                 | 1975-1976            | ? (0)             | ?    |
| Rudy De Wolf                | Belgique    | ?                 | 1980-1981            | ? (0)             | ?    |
| Wim De Wolf                 | Belgique    | ?                 | 1984-1994            | 169 (28)          | 7    |
| Joeri Debaeremaecker        | Belgique    | ?                 | 2002-2005            | 18 (0)            | 1    |
| Joachim Deblock             | Belgique    | ?                 | 2010-2012            | 7 (0)             | 1    |
| Jacky Debougnoux            | Belgique    | Milieu de terrain | 1984-1986            | 9 (0)             | 0    |
| Wim Debruyne                | Belgique    | ?                 | 1982-1983, 1988-1989 | 1 (0)             | 0    |
| Kelly Decraene              | Belgique    | ?                 | 2002-2003            | 13 (0)            | 1    |
| Preben Delclef              | Belgique    | ?                 | 2010-2011            | 10 (0)            | 0    |
| Jelle Delie                 | Belgique    | ?                 | 2008-2010            | 13 (0)            | 5    |
| Dimitri Delière             | Belgique    | Défenseur         | 1996-1998            | 51 (51)           | 0    |
| Dimitri Delmotte            | Belgique    | ?                 | 2003-2005            | 15 (0)            | 0    |
| Abdoulaye Demba             | Mali        | ?                 | 2003-2005            | 36 (0)            | 18   |
| Ewout Denys                 | Belgique    | ?                 | 2010-2011            | 22 (0)            | 1    |
| Laurent Depoitre            | Belgique    | ?                 | 2009-2012            | 69 (0)            | 25   |
| Daniel Deprez               | Belgique    | ?                 | 1961-1962            | 21 (21)           | 7    |
| Milko Derijck               | Belgique    | ?                 | 1983-1991            | 174 (0)           | 4    |
| Gérard Deroy                | Belgique    | ?                 | 1983-1986            | ? (0)             | ?    |
| Gerard Desanghere           | Belgique    | ?                 | 1979-1983            | ? (0)             | ?    |
| Rikkie Desloover            | Belgique    | ?                 | 1995-1996            | 2 (2)             | 0    |
| Philippe Desmet             | Belgique    | ?                 | 1991-1992            | 2 (2)             | 0    |
| Denis Dessaer               | Belgique    | ?                 | 2007-2009            | 43 (0)            | 3    |
| Lorre Detlef                | Belgique    | ?                 | 2006-2007            | ? (0)             | ?    |
| Étienne Devylder            | Belgique    | ?                 | 1958-1964            | ? (27)            | ?    |
| Roland Dewinne              | Belgique    | ?                 | 1984-1988            | 72 (0)            | 11   |
| Luc D'Herde                 | Belgique    | ?                 | 1977-1979            | ? (0)             | ?    |
| Danny D'Hondt               | Belgique    | ?                 | 1996-1997            | 34 (34)           | 0    |
| Geert Dhooge                | Belgique    | ?                 | 1988-1989            | 30 (0)            | 0    |
| Dominique D'Hooge           | Belgique    | ?                 | 1996-1998            | 3 (3)             | 0    |
| Alexandre Di Gregorio       | Belgique    | ?                 | 2012-...             | ? (0)             | ?    |
| Francisco Javier Diaz Llano | Colombie    | ?                 | 1996-1998            | 14 (14)           | 0    |
| Gunter Dierick              | Belgique    | ?                 | 1982-1983            | ? (0)             | ?    |
| Dirk Dierickx               | Belgique    | ?                 | 1977-1979            | ? (0)             | ?    |
| Johan Dierickx              | Belgique    | ?                 | 1977-1984            | ? (0)             | ?    |
| Glenn Dillens               | Belgique    | ?                 | 2002-2003            | 5 (0)             | 2    |
| Patrick Dimbala             | Belgique    | ?                 | 1999-2002            | 38 (38)           | 7    |
| Altair Rosa Riva Dos Santos | Brésil      | ?                 | 1997-1999            | 24 (24)           | 0    |
| Dimitri Droessaert          | Belgique    | ?                 | 2005-2006            | ? (0)             | ?    |
| Guy Droessaert              | Belgique    | ?                 | 1984-1987            | 48 (0)            | 0    |
| Philippe Droeven            | Belgique    | ?                 | 1988-1991            | 75 (0)            | 3    |
| Arne Dugardeyn              | Belgique    | ?                 | 2006-2007            | 27 (0)            | 5    |

## E
| Joueur          | Nationalité | Position          | Date de naissance | Période(s)           | Matches (dont D1) | Buts | Jaunes | Rouges |
| --------------- | ----------- | ----------------- | ----------------- | -------------------- | ----------------- | ---- | ------ | ------ |
| Emmanuel Ebiede | Nigeria     | Milieu de terrain | 27 mars 1978      | 1995-1997            | 34 (34)           | 4    | 0      | 0      |
| Frank Eeckhout  | Belgique    | Milieu de terrain | 13 juin 1970      | 1988-1992            | 71 (7)            | 9    | 3      | 0      |
| Peter Eikelboom | Pays-Bas    | Défenseur         | 19 juin 1960      | 1991-1992            | 13 (13)           | 0    | 2      | 0      |
| Riadh El Fahem  | Tunisie     | Attaquant         | 13 octobre 1959   | 1985-1987, 1989-1990 | 39 (0)            | 13   | 8      | 1      |
| Marnix Elaut    | Belgique    | Milieu de terrain | 24 avril 1965     | 1985-1989            | 3 (0)             | 0    | 0      | 0      |
| Walter Elegeert | Belgique    | Milieu de terrain | 28 juillet 1941   | 1960-1965            | ? (?)             | ?    | ?      | ?      |
| Philip Ennekens | Belgique    | Défenseur         | 28 janvier 1960   | 1985-1986            | 22 (0)            | 0    | 1      | 0      |
| Victor Erroelen | Belgique    | Milieu de terrain | 23 décembre 1916  | 1955-1957            | ? (?)             | ?    | ?      | ?      |
| Ernest Etchi    | Cameroun    | Défenseur         | 4 juin 1975       | 2000-2001            | 21 (21)           | 1    | 6      | 2      |
| Ronny Eysackers | Belgique    | Milieu de terrain | 24 septembre 1955 | 1978-1980            | ? (0)             | ?    | ?      | ?      |

## F
| Joueur                         | Nationalité | Position          | Date de naissance | Période(s)          | Matches (dont D1) | Buts | Jaunes | Rouges |
| ------------------------------ | ----------- | ----------------- | ----------------- | ------------------- | ----------------- | ---- | ------ | ------ |
| Alippio-Antonio Fernandes-Neto | Brésil      | Attaquant         | 9 octobre 1985    | 2004-2006           | 23 (0)            | 3    | 2      | 2      |
| Emilio Ferrera                 | Belgique    | Milieu de terrain | 19 juin 1967      | 1983-1986           | ? (0)             | ?    | ?      | ?      |
| Francesco Ferrera              | Belgique    | Attaquant         | 29 janvier 1955   | 1977-1980           | ? (0)             | ?    | ?      | ?      |
| Manu Ferrera                   | Belgique    | Attaquant         | 21 octobre 1958   | 1980-1986           | ? (0)             | ?    | ?      | ?      |
| Predrag Filipović              | Monténégro  | Défenseur         | 12 janvier 1975   | 1999-2001, 2009-... | 172 (60)          | 15   | 13     | 0      |
| Kevin Fillee                   | Belgique    | Milieu de terrain | 18 mars 1983      | 2003-2004           | 14 (0)            | 0    | 2      | 1      |
| Adolf Flips                    | Belgique    | Milieu de terrain | ?                 | 1945-1947           | ? (?)             | ?    | ?      | ?      |
| Kevin Franck                   | Belgique    | Milieu de terrain | 10 juin 1982      | 2008-2009           | 27 (0)            | 7    | 4      | 1      |
| Dider Frenay                   | Belgique    | Milieu de terrain | 9 avril 1966      | 1997-1998           | 1 (1)             | 0    | 0      | 0      |

## G
| Joueur                | Nationalité               | Position          | Date de naissance | Période(s)           | Matches (dont D1) | Buts | Jaunes | Rouges |
| --------------------- | ------------------------- | ----------------- | ----------------- | -------------------- | ----------------- | ---- | ------ | ------ |
| Ahmed Gacem           | Belgique                  | ?                 | 19 janvier 1990   | 2009-2010            | 3 (0)             | 0    | 0      | 0      |
| Damien Gallucci       | Belgique                  | Milieu de terrain | 2 février 1986    | 2009-2012            | 91 (0)            | 25   | 5      | 0      |
| Roberto Gambassi      | Brésil                    | Attaquant         | 8 juillet 1950    | 1966-1967            | 0 (0)             | 0    | 0      | 0      |
| Daniel García Duque   | Espagne                   | Attaquant         | 27 janvier 1979   | 1998-1999            | 7 (7)             | 0    | 0      | 0      |
| Marc-Antoine Gbarssin | République centrafricaine | Milieu de terrain | 11 décembre 1984  | 2011-2012            | 14 (0)            | 0    | 3      | 1      |
| Johan Geeraerts       | Belgique                  | ?                 | 18 juin 1973      | 1998-1999            | 3 (3)             | 0    | 0      | 0      |
| Theo Geeraerts        | Belgique                  | ?                 | 31 octobre 1958   | 1987-1989            | 42 (0)            | 6    | 5      | 0      |
| Charles Geerts        | Belgique                  | Gardien de but    | 29 octobre 1930   | 1958-1960            | 0 (0)             | 0    | 0      | 0      |
| Filip Germanes        | Belgique                  | ?                 | 30 août 1969      | 1986-1987            | 0 (0)             | 0    | 0      | 0      |
| Sven Gersoulle        | Belgique                  | ?                 | 31 juillet 1985   | 2001-2002, 2004-2005 | 0 (0)             | 0    | 0      | 0      |
| Robert Glaser         | Belgique                  | ?                 | 21 janvier 1950   | 1982-1983            | 0 (0)             | 0    | 0      | 0      |
| Simon Glorieux        | France                    | Attaquant         | 11 avril 1984     | 2005-2007            | 33 (0)            | 6    | 6      | 1      |
| Stavros Glouftsis     | Grèce                     | Attaquant         | 20 octobre 1981   | 2012-...             | 0 (0)             | 0    | 0      | 0      |
| Hervé Godtbil         | Belgique                  | Milieu de terrain | 30 mai 1969       | 1990-1992            | 28 (11)           | 0    | 0      | 0      |
| Guido Goessens        | Belgique                  | ?                 | 16 juin 1962      | 1978-1979            | 0 (0)             | 0    | 0      | 0      |
| August Goossens       | Belgique                  | ?                 | ?                 | 1943-1944            | 1 (1)             | 0    | 0      | 0      |
| Kevin Goossens        | Belgique                  | ?                 | 19 septembre 1989 | 2007-2008            | 1 (0)             | 0    | 0      | 0      |
| Vincent Govaerts      | Belgique                  | ?                 | 9 octobre 1984    | 2002-2003            | 2 (0)             | 0    | 0      | 0      |
| Hans Groenendijk      | Pays-Bas                  | Milieu de terrain | 30 avril 1960     | 1982-1983, 1984-1987 | 0 (0)             | 0    | 0      | 0      |
| Filip Groessens       | Belgique                  | ?                 | 12 avril 1980     | 2002-2003            | 2 (0)             | 0    | 0      | 0      |
| Johan Grommen         | Belgique                  | Attaquant         | 8 septembre 1977  | 1999-2000            | 25 (25)           | 6    | 2      | 0      |
| Carl Grysolle         | Belgique                  | ?                 | 31 octobre 1991   | 2008-2009            | 1 (0)             | 0    | 0      | 0      |
| Pape Gueye            | Guinée                    | ?                 | 20 juillet 1990   | 2010-2011            | 8 (0)             | 1    | 1      | 0      |

## H
| Joueur             | Nationalité | Position          | Date de naissance | Période(s) | Matches (dont D1) | Buts | Jaunes | Rouges |
| ------------------ | ----------- | ----------------- | ----------------- | ---------- | ----------------- | ---- | ------ | ------ |
| Dirk Haeck         | Belgique    | ?                 | 24 août 1960      | 1979-1980  | 0 (0)             | 0    | 0      | 0      |
| Jonas Haentjens    | Belgique    | ?                 | 24 janvier 1988   | 2005-2007  | 13 (0)            | 0    | 0      | 0      |
| Guido Haerens      | Belgique    | ?                 | 4 janvier 1943    | 1960-1962  | 0 (0)             | 0    | 0      | 0      |
| Rudy Haleydt       | Belgique    | ?                 | 15 février 1951   | 1969-1984  | 0 (0)             | 0    | 0      | 0      |
| Noureddine Hamouch | Maroc       | Défenseur         | 20 mai 1975       | 2002-2003  | 24 (0)            | 2    | 1      | 0      |
| Jonny Hanssen      | Norvège     | Milieu de terrain | 13 décembre 1972  | 1997-2000  | 30 (30)           | 0    | 3      | 1      |
| Yves Hendrickx     | Belgique    | ?                 | 31 décembre 1956  | 1977-1978  | 0 (0)             | 0    | 0      | 0      |
| Sebastian Hermans  | Belgique    | ?                 | 3 mai 1983        | 2000-2001  | 8 (8)             | 2    | 0      | 0      |
| Frank Heyman       | Belgique    | ?                 | 2 mai 1971        | 1990-1991  | 1 (0)             | 0    | 0      | 0      |
| Steven Hilaerts    | Belgique    | ?                 | 25 septembre 1977 | 2000-2001  | 4 (4)             | 0    | 0      | 0      |
| Jan Hoebeeck       | Belgique    | ?                 | 8 janvier 1958    | 1985-1987  | 37 (0)            | 4    | 0      | 0      |
| Jan Hoebeke        | Belgique    | ?                 | ?                 | 1941-1943  | 0 (0)             | 0    | 0      | 0      |
| Franjo Horvat      | Belgique    | ?                 | 8 septembre 1946  | 1982-1984  | 0 (0)             | 0    | 0      | 0      |
| Lauden Hugelier    | Belgique    | ?                 | 26 janvier 1990   | 2012-2013  | 0 (0)             | 0    | 0      | 0      |
| Herwig Hulsbosch   | Belgique    | ?                 | 17 février 1960   | 1977-1978  | 0 (0)             | 0    | 0      | 0      |
| Frans Hunninck     | Belgique    | ?                 | ?                 | 1943-1944  | 2 (2)             | 0    | 0      | 0      |
| Koen Huyck         | Belgique    | ?                 | 24 août 1987      | 2005-2006  | 1 (0)             | 0    | 0      | 0      |
| Aki Hyrylainen     | Finlande    | ?                 | 17 avril 1968     | 1993-1994  | 9 (0)             | 0    | 1      | 0      |

## I
| Joueur              | Nationalité | Position  | Date de naissance | Période(s) | Matches (dont D1) | Buts | Jaunes | Rouges |
| ------------------- | ----------- | --------- | ----------------- | ---------- | ----------------- | ---- | ------ | ------ |
| Dimitri Iakovlevski | Russie      | Attaquant | 9 mai 1988        | 2008-2009  | 3 (0)             | 1    | 1      | 0      |
| Gideon Imagbudu     | Nigeria     | Attaquant | 5 août 1978       | 2001-2002  | 24 (24)           | 1    | 4      | 1      |
| Jean-Marc Imbert    | Belgique    | ?         | 17 décembre 1956  | 1980-1981  | 0 (0)             | 0    | 0      | 0      |

## J
| Joueur        | Nationalité | Position          | Date de naissance | Période(s) | Matches (dont D1) | Buts | Jaunes | Rouges |
| ------------- | ----------- | ----------------- | ----------------- | ---------- | ----------------- | ---- | ------ | ------ |
| Lasha Jakobia | Géorgie     | Attaquant         | 20 août 1980      | 2000-2001  | 3 (3)             | 1    | 1      | 0      |
| Ringo Jacobs  | Belgique    | ?                 | 20 février 1981   | 1999-2001  | 28 (28)           | 1    | 4      | 0      |
| Julien Jadot  | Belgique    | ?                 | 3 mars 1992       | 2012-...   | 0 (0)             | 0    | 0      | 0      |
| Éric Joly     | France      | Milieu de terrain | 6 octobre 1972    | 2001-2002  | 19 (19)           | 1    | 4      | 0      |

## K
| Joueur                      | Nationalité  | Position          | Date de naissance | Période(s)          | Matches (dont D1) | Buts | Jaunes | Rouges |
| --------------------------- | ------------ | ----------------- | ----------------- | ------------------- | ----------------- | ---- | ------ | ------ |
| Benjamin Kabongo Wa Mapumba | Belgique     | ?                 | 27 janvier 1987   | 2008-2009           | 7 (0)             | 0    | 0      | 0      |
| Dimitri Kalnin              | Belgique     | ?                 | 19 janvier 1966   | 1986-1987           | 15 (0)            | 0    | 0      | 0      |
| Mohamed Kanu                | Sierra Leone | Défenseur         | 5 juillet 1968    | 1991-1996           | 83 (46)           | 3    | 9      | 2      |
| Alseny Passy Keita          | Belgique     | ?                 | 12 janvier 1978   | 1996-1998           | 2 (2)             | 0    | 0      | 0      |
| Kevin Kempeneer             | Belgique     | Gardien de but    | 22 février 1987   | 2009-2012           | 6 (0)             | 0    | 0      | 0      |
| Christophe Kestens          | Belgique     | ?                 | 11 juin 1981      | 1999-2002, 2009-... | 157 (62)          | 4    | 13     | 0      |
| Marcel Kiekens              | Belgique     | ?                 | ?                 | 1943-1947           | 0 (0)             | 0    | 0      | 0      |
| Jacques Kingambo Kikomba    | Zaïre        | Attaquant         | 4 janvier 1962    | 1982-1984           | 0 (0)             | 0    | 0      | 0      |
| René Klomp                  | Pays-Bas     | Milieu de terrain | 16 août 1974      | 2001-2002           | 26 (24)           | 2    | 2      | 0      |
| Gerd Korner                 | Belgique     | ?                 | 6 novembre 1956   | 1985-1986           | 3 (0)             | 0    | 0      | 0      |
| Eddie Krnčević              | Australie    | Attaquant         | 14 août 1960      | 1993-1995           | 51 (28)           | 13   | 5      | 0      |
| Mario Krohm                 | Allemagne    | Attaquant         | 2 juin 1967       | 1991-1992           | 22 (22)           | 6    | 2      | 0      |
| Vladan Kujović              | Serbie       | Gardien de but    | 23 août 1978      | 1999-2002           | 69 (69)           | 0    | 3      | 0      |
| Ladi Kuyé                   | Belgique     | ?                 | 31 décembre 1978  | 2003-2004           | 0 (0)             | 0    | 0      | 0      |

## L
| Joueur              | Nationalité | Position          | Date de naissance | Période(s)           | Matches (dont D1) | Buts | Jaunes | Rouges |
| ------------------- | ----------- | ----------------- | ----------------- | -------------------- | ----------------- | ---- | ------ | ------ |
| Michaël Lacroix     | Belgique    | Milieu de terrain | 14 octobre 1985   | 2004-2005            | 25 (0)            | 3    | 3      | 0      |
| Olivier Lamberg     | Belgique    | Défenseur         | 16 décembre 1966  | 1991-1998            | 151 (104)         | 6    | 21     | 2      |
| Zakari Lambo        | Nigeria     | Attaquant         | 14 mai 1976       | 1996-1999            | 33 (33)           | 7    | 3      | 1      |
| Kurt Lambrecht      | Belgique    | Gardien de but    | 14 octobre 1985   | 2007-2009            | 7 (0)             | 0    | 0      | 0      |
| Steven Lamin        | Belgique    | ?                 | 10 juin 1971      | 1989-1992            | 25 (0)            | 1    | 0      | 0      |
| Jurgen Landuyt      | Belgique    | Défenseur         | 29 juillet 1979   | 2006-2008            | 41 (0)            | 2    | 7      | 0      |
| Albert Lapere       | Belgique    | ?                 | 18 avril 1961     | 1978-1981            | 0 (0)             | 0    | 0      | 0      |
| Peter Lassen        | Danemark    | Attaquant         | 4 octobre 1966    | 1996-1999            | 48 (48)           | 26   | 11     | 0      |
| Jos Lathouwers      | Belgique    | ?                 | 26 avril 1968     | 1990-1992            | 33 (4)            | 6    | 1      | 1      |
| Guido Lauwerijs     | Belgique    | ?                 | ?                 | 1977-1978            | 0 (0)             | 0    | 0      | 0      |
| Christophe Lauwers  | Belgique    | Attaquant         | 17 septembre 1972 | 1996-1999            | 71 (71)           | 20   | 10     | 1      |
| Alexandre Lecomte   | France      | Attaquant         | 22 juin 1980      | 2005-2006            | 7 (0)             | 1    | 1      | 0      |
| Kris Ledegen        | Belgique    | ?                 | 27 octobre 1968   | 1986-1987            | 0 (0)             | 0    | 0      | 0      |
| Alfons Leys         | Belgique    | ?                 | 8 octobre 1910    | 1944-1947            | 0 (0)             | 0    | 0      | 0      |
| Luc Limpens         | Belgique    | Défenseur         | 3 avril 1962      | 1979-1987, 1988-1992 | 156 (28)          | 2    | 14     | 0      |
| Ruud Limpens        | Belgique    | ?                 | 17 mai 1989       | 2007-2008            | 2 (0)             | 0    | 0      | 0      |
| Jean-Pierre Lippens | Belgique    | ?                 | 30 avril 1954     | 1976-1980            | 0 (0)             | 0    | 0      | 0      |
| Alfons Lockefeer    | Pays-Bas    | Attaquant         | ?                 | 1957-1962            | 0 (0)             | 0    | 0      | 0      |
| Marc Lombaerts      | Belgique    | ?                 | 6 janvier 1966    | 1990-1991            | 7 (0)             | 0    | 0      | 0      |
| Jasper Lootens      | Belgique    | Milieu de terrain | 22 janvier 1986   | 2005-2006            | 13 (0)            | 0    | 0      | 0      |
| Rafael Bruno Lopes  | Belgique    | ?                 | 5 janvier 1986    | 2004-2006            | 21 (0)            | 1    | 2      | 0      |
| Lionel Lord         | Pays-Bas    | Attaquant         | 3 novembre 1980   | 2007-2010            | 65 (0)            | 18   | 3      | 0      |
| Detlev Lorre        | Belgique    | ?                 | 19 juillet 1988   | 2005-2006            | 16 (0)            | 1    | 1      | 0      |
| Juan Lozano         | Espagne     | Milieu de terrain | 30 août 1955      | 1989-1990            | 18 (0)            | 0    | 2      | 0      |

## N
| Joueur                  | Nationalité | Position          | Date de naissance | Période(s) | Matches (dont D1) | Buts | Jaunes | Rouges |
| ----------------------- | ----------- | ----------------- | ----------------- | ---------- | ----------------- | ---- | ------ | ------ |
| Gigli Ndefe             | Pays-Bas    | Milieu de terrain | 2 mars 1994       | 2010-...   | 8 (0)             | 0    | 0      | 0      |
| Kangamina Ndelema       | Belgique    | ?                 | 13 juin 1962      | 1988-1989  | 5 (0)             | 0    | 0      | 0      |
| Christophe Neirinckx    | Belgique    | Milieu de terrain | 11 février 1981   | 1999-2001  | 1 (1)             | 0    | 0      | 0      |
| Gunther Neyens          | Belgique    | ?                 | 28 janvier 1971   | 2002-2003  | 9 (0)             | 0    | 1      | 0      |
| Arnold Nguekam Tcheuffa | Cameroun    | Attaquant         | 25 juin 1985      | 2006-2009  | 47 (0)            | 25   | 2      | 1      |
| Steven Nijs             | Belgique    | Défenseur         | 24 décembre 1975  | 2002-2003  | 13 (0)            | 0    | 5      | 1      |
| Gino Nys                | Belgique    | ?                 | 22 novembre 1959  | 1990-1991  | 25 (0)            | 1    | 2      | 0      |

## O
| Joueur        | Nationalité | Position       | Date de naissance | Période(s) | Matches (dont D1) | Buts | Jaunes | Rouges |
| ------------- | ----------- | -------------- | ----------------- | ---------- | ----------------- | ---- | ------ | ------ |
| Godwin Okpara | Nigeria     | Défenseur      | 20 septembre 1972 | 1991-1996  | 143 (94)          | 3    | 21     | 2      |
| Aldo Olcese   | Pérou       | Attaquant      | 23 octobre 1974   | 2001-2002  | 6 (6)             | 1    | 0      | 0      |
| Kris Ottoy    | Belgique    | Gardien de but | 17 juillet 1984   | 2001-2002  | 2 (2)             | 0    | 0      | 0      |
| Hassan Oubial | Belgique    | ?              | 8 décembre 1972   | 1992-1995  | 2 (1)             | 0    | 0      | 0      |

## P
| Joueur          | Nationalité | Position          | Date de naissance | Période(s)                      | Matches (dont D1) | Buts | Jaunes | Rouges |
| --------------- | ----------- | ----------------- | ----------------- | ------------------------------- | ----------------- | ---- | ------ | ------ |
| Jan Paalsterman | Belgique    | ?                 | ?                 | 1956-1958                       | 0 (0)             | 0    | 0      | 0      |
| David Paas      | Belgique    | Attaquant         | 24 février 1971   | 1995-1997                       | 40 (40)           | 15   | 5      | 0      |
| Willy Panne     | Belgique    | ?                 | ?                 | 1941-1944                       | 0 (0)             | 0    | 0      | 0      |
| Joeri Pardo     | Belgique    | Milieu de terrain | 12 octobre 1977   | 2002-2004                       | 35 (0)            | 4    | 10     | 0      |
| René Peeters    | Belgique    | Défenseur         | 10 octobre 1961   | 1983-1984, 1987-1989, 1990-1992 | 85 (15)           | 4    | 6      | 2      |
| Andy Peleman    | Belgique    | ?                 | 8 décembre 1976   | 1995-1997                       | 5 (5)             | 0    | 1      | 0      |
| Koen Persoons   | Belgique    | Milieu de terrain | 12 juillet 1983   | 2001-2002                       | 9 (9)             | 0    | 0      | 0      |
| Jozef Petit     | Belgique    | ?                 | ?                 | 1941-1947                       | 0 (0)             | 0    | 0      | 0      |
| Marko Petrović  | Serbie      | Défenseur         | 18 avril 1983     | 2012-...                        | 0 (0)             | 0    | 0      | 0      |
| Tom Pietermaat  | Belgique    | ?                 | 6 septembre 1992  | 2012-...                        | 0 (0)             | 0    | 0      | 0      |
| Rudy Piron      | Belgique    | ?                 | 26 mars 1963      | 1979-1981                       | 0 (0)             | 0    | 0      | 0      |
| Willy Plas      | Belgique    | ?                 | ?                 | 1958-1962                       | 0 (0)             | 0    | 0      | 0      |
| Jens Podevyn    | Belgique    | ?                 | 18 juillet 1989   | 2006-2012                       | 111 (0)           | 12   | 14     | 1      |
| Jan Poortvliet  | Pays-Bas    | Défenseur         | 21 septembre 1955 | 1989-1990                       | 20 (0)            | 3    | 3      | 0      |
| Geoffrey Poppe  | Belgique    | ?                 | 7 juin 1981       | 1999-2000                       | 0 (0)             | 0    | 0      | 0      |
| Krist Porte     | Belgique    | ?                 | 7 septembre 1968  | 1996-1998                       | 27 (27)           | 3    | 3      | 0      |
| Nico Praet      | Belgique    | ?                 | 18 avril 1982     | 2003-2004                       | 8 (0)             | 0    | 0      | 0      |

## Q
| Joueur           | Nationalité | Position          | Date de naissance | Période(s) | Matches (dont D1) | Buts | Jaunes | Rouges |
| ---------------- | ----------- | ----------------- | ----------------- | ---------- | ----------------- | ---- | ------ | ------ |
| Frankie Quéré    | France      | Attaquant         | 25 février 1980   | 2004-2005  | 7 (0)             | 0    | 1      | 0      |
| Peter Quintelier | Belgique    | Milieu de terrain | 2 octobre 1967    | 1997-1999  | 45 (45)           | 0    | 1      | 0      |

## R
| Joueur            | Nationalité        | Position          | Date de naissance | Période(s)           | Matches (dont D1) | Buts | Jaunes | Rouges |
| ----------------- | ------------------ | ----------------- | ----------------- | -------------------- | ----------------- | ---- | ------ | ------ |
| André Raes        | Belgique           | ?                 | 12 octobre 1955   | 1988-1989            | 5 (0)             | 0    | 1      | 0      |
| Dirk Raes         | Belgique           | ?                 | 9 février 1966    | 1983-1984            | 0 (0)             | 0    | 0      | 0      |
| Edin Ramčić       | Bosnie-Herzégovine | Défenseur         | 1er août 1970     | 2004-2005            | 10 (0)            | 3    | 2      | 0      |
| Tim Reigel        | Belgique           | Milieu de terrain | 28 octobre 1980   | 2000-2001, 2004-2005 | 62 (32)           | 3    | 4      | 0      |
| Sindre Rekdal     | Norvège            | Milieu de terrain | 16 juillet 1970   | 1998-1999, 2000-2002 | 0 (0)             | 0    | 0      | 0      |
| Jozef Rens        | Belgique           | Défenseur         | 22 février 1935   | 1958-1962            | 0 (0)             | 0    | 0      | 0      |
| Jean Reyniers     | Belgique           | ?                 | 19 juin 1948      | 1977-1978            | 0 (0)             | 0    | 0      | 0      |
| Keevin Reyns      | Belgique           | Attaquant         | 2 juin 1973       | 1994-1995            | 13 (13)           | 0    | 1      | 0      |
| François Rigaux   | Belgique           | ?                 | 2 septembre 1979  | 2000-2001            | 7 (7)             | 0    | 0      | 0      |
| Niels Ringoot     | Belgique           | Défenseur         | 22 avril 1990     | 2009-2012            | 11 (0)            | 0    | 2      | 0      |
| Frans Roeland     | Belgique           | ?                 | 31 mars 1952      | 1977-1979            | 0 (0)             | 0    | 0      | 0      |
| Gunther Roelandt  | Belgique           | ?                 | 16 mars 1972      | 1991-1992            | 1 (1)             | 0    | 0      | 0      |
| Guy Rombaut       | Belgique           | ?                 | 7 septembre 1986  | 2004-2006            | 7 (0)             | 0    | 0      | 0      |
| Karel Roosen      | Belgique           | ?                 | 31 octobre 1956   | 1976-1977            | 0 (0)             | 0    | 0      | 0      |
| Philip Rootsaert  | Belgique           | ?                 | 27 septembre 1961 | 1981-1982            | 0 (0)             | 0    | 0      | 0      |
| Dirk Rosez        | Belgique           | Gardien de but    | 5 janvier 1961    | 1981-1982            | 0 (0)             | 0    | 0      | 0      |
| Armand Ruysseveld | Belgique           | ?                 | 27 mars 1937      | 1961-1962            | 0 (0)             | 0    | 0      | 0      |

## S
| Joueur                  | Nationalité | Position  | Date de naissance | Période(s)      | Matches (dont D1) | Buts | Jaunes | Rouges |
| ----------------------- | ----------- | --------- | ----------------- | --------------- | ----------------- | ---- | ------ | ------ |
| Zoran Samardzjia        | Yougoslavie | Attaquant | 6 décembre 1962   | 1988-1989       | 25 (0)            | 7    | 0      | 0      |
| Justice Djeumen Sandjon | Cameroun    | Défenseur | 3 août 1972       | 1996-1998       | 48 (48)           | 1    | 0      | 0      |
| Cosimo Sarli            | Italie      | Attaquant | 13 mars 1979      | 1998-1999, 2000 | 25 (25)           | 12   | 5      | 0      |
| Kristof Sas             | Belgique    | Défenseur | 19 novembre 1975  | 2003-2005       | 54 (0)            | 6    | 6      | 1      |
| Robert Sassoye          | Belgique    | ?         | ?                 | 1950-1952       | 0 (0)             | 0    | 0      | 0      |
| Daniel Schets           | Belgique    | ?         | 20 avril 1959     | 1983-1984       | 0 (0)             | 0    | 0      | 0      |
| Nicky Schippers         | Belgique    | ?         | 16 décembre 1961  | 1990-1995       | 52 (34)           | 0    | 2      | 0      |
| Andy Schockaert         | Belgique    | ?         | 17 juillet 1970   | 1989-1990       | 3 (0)             | 0    | 0      | 0      |
| Freddy Schollaert       | Belgique    | ?         | ?                 | 1966-1967       | 0 (0)             | 0    | 0      | 0      |
| Paul Schouppe           | Belgique    | ?         | 4 avril 1954      | 1979-1980       | 0 (0)             | 0    | 0      | 0      |
| Robert Schouppe         | Belgique    | ?         | 19 juin 1944      | 1961-1962       | 0 (0)             | 0    | 0      | 0      |
| Dieter Schwabe          | Allemagne   | Défenseur | 12 septembre 1956 | 1991-1992       | 17 (17)           | 0    | 0      | 2      |
| David Seal              | Australie   | Attaquant | 26 janvier 1972   | 1993-1994       | 24 (0)            | 8    | 2      | 1      |
| Maxime Seminck          | Belgique    | ?         | 28 juin 1988      | 2005-2007       | 4 (0)             | 0    | 0      | 0      |
| Michaël Seminck         | Belgique    | Défenseur | 5 juillet 1985    | 2003-2010       | 158 (0)           | 14   | 17     | 0      |
| Hedwig Sergeant         | Belgique    | ?         | 17 novembre 1957  | 1977-1984       | 0 (0)             | 0    | 0      | 0      |
| Kaydar Seydi            | France      | Défenseur | 25 décembre 1975  | 2001-2002       | 9 (9)             | 0    | 3      | 0      |
| Segun Rasaq Shabi       | Belgique    | ?         | 22 décembre 1985  | 2007-2008       | 16 (0)            | 1    | 2      | 1      |
| Giovanni Siereveld      | Pays-Bas    | Défenseur | 19 août 1984      | 2009-2010       | 7 (0)             | 0    | 0      | 0      |
| Mike Smet               | Belgique    | Défenseur | 6 mars 1991       | 2012-2013       | 0 (0)             | 0    | 0      | 0      |
| Stefaan Smet            | Belgique    | ?         | 4 février 1966    | 1992-1994       | 42 (0)            | 2    | 5      | 0      |
| Niels Spotbeen          | Belgique    | ?         | 14 avril 1989     | 2007-2010       | 18 (0)            | 2    | 1      | 0      |
| Tomas Spotbeen          | Belgique    | ?         | 14 avril 1989     | 2006-2010       | 25 (0)            | 1    | 1      | 0      |
| William Stallaert       | Belgique    | ?         | 7 septembre 1952  | 1980-1984       | 0 (0)             | 0    | 0      | 0      |
| Marijn Steurs           | Belgique    | ?         | 26 janvier 1987   | 2008-2009       | 28 (0)            | 4    | 5      | 0      |
| Marc Steyaert           | Belgique    | ?         | 2 janvier 1956    | 1982-1983       | 0 (0)             | 0    | 0      | 0      |
| Damir Stojak            | Serbie      | Attaquant | 22 mai 1975       | 2000-2002       | 32 (32)           | 10   | 1      | 1      |
| Tomasz Stolpa           | Pologne     | Attaquant | 18 mars 1983      | 2004-2005       | 4 (0)             | 0    | 0      | 1      |
| Jan Straetman           | Belgique    | ?         | 22 novembre 1987  | 2005-2006       | 4 (0)             | 0    | 1      | 0      |
| Eduardo Suarez Torres   | Belgique    | ?         | 13 décembre 1959  | 1983-1984       | 0 (0)             | 0    | 0      | 0      |
| Kristof Sulmon          | Belgique    | ?         | 20 août 1986      | 2004-2007       | 28 (0)            | 0    | 0      | 0      |
| Roland Suys             | Belgique    | ?         | 27 avril 1943     | 1966-1968       | 0 (0)             | 0    | 0      | 0      |
| László Szabadi          | Hongrie     | Attaquant | 30 juillet 1964   | 1990-1991       | 24 (0)            | 7    | 0      | 0      |

## T
| Joueur                 | Nationalité | Position          | Date de naissance | Période(s) | Matches (dont D1) | Buts | Jaunes | Rouges |
| ---------------------- | ----------- | ----------------- | ----------------- | ---------- | ----------------- | ---- | ------ | ------ |
| Willy Tack             | Belgique    | Gardien de but    | 21 juin 1941      | 1964-1965  | 0 (0)             | 0    | 0      | 0      |
| Henri Teirlinck        | Belgique    | ?                 | 13 septembre 1945 | 1967-1968  | 0 (0)             | 0    | 0      | 0      |
| Kris Temmerman         | Belgique    | Milieu de terrain | 2 février 1973    | 1991-2001  | 254 (205)         | 25   | 30     | 2      |
| Tjapko Teuben          | Pays-Bas    | Milieu de terrain | 29 décembre 1963  | 1983-1984  | 0 (0)             | 0    | 0      | 0      |
| Gunter Thiebaut        | Belgique    | Attaquant         | 12 janvier 1977   | 1998-2001  | 92 (92)           | 20   | 10     | 0      |
| Peter Thijs            | Belgique    | ?                 | 10 avril 1964     | 1995-1996  | 1 (1)             | 0    | 0      | 0      |
| Ode Thompson           | Nigeria     | Attaquant         | 8 novembre 1980   | 2011-2012  | 8 (0)             | 0    | 0      | 0      |
| Alfons T'Kint          | Belgique    | ?                 | 18/08/1919        | 1941-1947  | 0 (0)             | 0    | 0      | 0      |
| Marc Torrekens         | Belgique    | ?                 | 9 octobre 1955    | 1975-1976  | 0 (0)             | 0    | 0      | 0      |
| Jean-Marie Trappeniers | Belgique    | Gardien de but    | 13 janvier 1942   | 1979-1981  | 0 (0)             | 0    | 0      | 0      |
| Steven Troch           | Belgique    | ?                 | 26 octobre 1973   | 1992-1994  | 1 (0)             | 0    | 0      | 0      |
| Thomas Troch           | Belgique    | ?                 | 24 août 1981      | 2006-2010  | 75 (0)            | 40   | 9      | 0      |
| Willy Tuyaerts         | Belgique    | Défenseur         | 21 novembre 1945  | 1977-1979  | 0 (0)             | 0    | 0      | 0      |

## U
| Joueur        | Nationalité | Position  | Date de naissance | Période(s) | Matches (dont D1) | Buts | Jaunes | Rouges |
| ------------- | ----------- | --------- | ----------------- | ---------- | ----------------- | ---- | ------ | ------ |
| Flórián Urbán | Hongrie     | Défenseur | 29 juillet 1968   | 1997-1999  | 30 (30)           | 3    | 3      | 1      |
| Marcelo Urzúa | Chili       | Attaquant | 9 septembre 1962  | 1987-1988  | 27 (0)            | 7    | 4      | 0      |

## V
| Joueur                    | Nationalité | Position          | Date de naissance  | Période(s)           | Matches (dont D1) | Buts | Jaunes | Rouges |
| ------------------------- | ----------- | ----------------- | ------------------ | -------------------- | ----------------- | ---- | ------ | ------ |
| Nico Vaesen               | Belgique    | Gardien de but    | 28 septembre 1969  | 1995-1998            | 34 (34)           | 0    | 0      | 0      |
| Kristof Vaeyens           | Belgique    | ?                 | 20 février 1981    | 2000-2001            | 0 (0)             | 0    | 0      | 0      |
| Johnny Van Abbeny         | Belgique    | Défenseur         | 9 février 1956     | 1974-1976            | 0 (0)             | 0    | 0      | 0      |
| Edwin van Ankeren         | Pays-Bas    | Attaquant         | 13 août 1968       | 1994-1996            | 41 (41)           | 22   | 2      | 0      |
| Wesley Van Audenaerde     | Belgique    | ?                 | 10 juin 1977       | 2000-2001            | 0 (0)             | 0    | 0      | 0      |
| Kristof Van Belle         | Belgique    | ?                 | 6 mars 1986        | 2004-2008            | 52 (0)            | 0    | 2      | 0      |
| Henk Van Boven            | Belgique    | ?                 | 2 janvier 1968     | 1989-1990            | 4 (0)             | 0    | 1      | 0      |
| Johan Van Boxtael         | Belgique    | ?                 | 19 août 1984       | 2002-2004            | 6 (0)             | 0    | 0      | 0      |
| Jan Van Campenhout        | Belgique    | ?                 | 25 novembre 1956   | 1978-1979            | 0 (0)             | 0    | 0      | 0      |
| Peter Van Cleemput        | Belgique    | Défenseur         | 7 décembre 1970    | 2002-2004            | 24 (0)            | 3    | 10     | 1      |
| Erik Van Coillie          | Belgique    | ?                 | 22 janvier 1965    | 1992-1994            | 39 (0)            | 0    | 7      | 0      |
| Ken Van Damme             | Belgique    | ?                 | 18 mai 1989        | 2007-...             | 110 (0)           | 2    | 20     | 0      |
| Julien Van De Keere       | Belgique    | ?                 | 6 août 1959        | 1989-1990            | 10 (0)            | 0    | 0      | 0      |
| Serge Van De Walle        | Belgique    | ?                 | 2 octobre 1971     | 1997-1998            | 6 (6)             | 0    | 1      | 0      |
| Rudi Van Den Berghe       | Belgique    | ?                 | 1er septembre 1960 | 1979-1985            | 0 (0)             | 0    | 0      | 0      |
| Hippolyte Van den Bosch   | Belgique    | Attaquant         | 30 avril 1926      | 1958-1962            | 0 (0)             | 0    | 0      | 0      |
| Sammy Van Den Bossche     | Belgique    | Attaquant         | 5 mai 1977         | 1995-2001            | 149 (149)         | 12   | 7      | 0      |
| Roel Van Den Brande       | Belgique    | Défenseur         | 5 août 1983        | 2001-2002, 2007-2009 | 38 (3)            | 4    | 11     | 3      |
| Etienne Van Den Driessche | Belgique    | ?                 | 10 août 1927       | 1946-1947            | 0 (0)             | 0    | 0      | 0      |
| Edwin Van Den Eynde       | Belgique    | ?                 | 18 avril 1943      | 1975-1978            | 0 (0)             | 0    | 0      | 0      |
| Kevin Van Den Noortgaete  | Belgique    | Gardien de but    | 14 juillet 1986    | 2009-...             | 93 (0)            | 2    | 2      | 0      |
| Stefan Van Dender         | Belgique    | Défenseur         | 4 juin 1977        | 2007-2009            | 33 (0)            | 0    | 6      | 2      |
| Roland Van Der Borght     | Belgique    | ?                 | 15 mars 1944       | 1961-1964            | 0 (0)             | 0    | 0      | 0      |
| Gaston Van Der Elst       | Belgique    | ?                 | 23 juin 1936       | 1953-1964            | 0 (0)             | 0    | 0      | 0      |
| Leo Van Der Elst          | Belgique    | Milieu de terrain | 7 janvier 1962     | 1993-1995            | 46 (22)           | 2    | 6      | 1      |
| Marcel Van Der Elst       | Belgique    | ?                 | 4 mars 1952        | 1977-1980            | 0 (0)             | 0    | 0      | 0      |
| Kjell Van Der Haeghen     | Belgique    | ?                 | 31 janvier 1986    | 2004-2006            | 40 (0)            | 4    | 9      | 0      |
| Koen Van Der Heyden       | Belgique    | Défenseur         | 4 janvier 1983     | 2001-2002, 2004-2005 | 16 (5)            | 1    | 4      | 0      |
| Peter Van der Heyden      | Belgique    | Défenseur         | 16 juillet 1976    | 1998-2000            | 59 (59)           | 8    | 7      | 1      |
| Fred van der Hoorn        | Pays-Bas    | Défenseur         | 12 décembre 1963   | 1994-1997            | 73 (73)           | 1    | 9      | 1      |
| Toon Van Der Kelen        | Belgique    | ?                 | 3 août 1977        | 1995-1998            | 2 (2)             | 1    | 1      | 0      |
| Jan Van Der Stuyft        | Belgique    | ?                 | 17 décembre 1963   | 1980-1981            | 0 (0)             | 0    | 0      | 0      |
| Pieter Van Der Vekens     | Belgique    | ?                 | 12 mai 1973        | 1992-1994            | 5 (0)             | 0    | 0      | 0      |
| Geert Van Driessche       | Belgique    | ?                 | 22 mars 1970       | 1989-1990            | 5 (0)             | 0    | 0      | 0      |
| Chris Van Geem            | Belgique    | Défenseur         | 7 juillet 1971     | 2002-2006            | 81 (0)            | 4    | 15     | 0      |
| Marc Van Geersom          | Belgique    | ?                 | 10 novembre 1949   | 1978-1981            | 0 (0)             | 0    | 0      | 0      |
| Jeremy Van Gelder         | Belgique    | ?                 | 29 août 1990       | 2009-2010            | 2 (0)             | 0    | 2      | 0      |
| Kurt Van Gyseghem         | Belgique    | ?                 | 4 août 1968        | 1986-1987            | 4 (0)             | 0    | 0      | 0      |
| Luc Van Hauwermeiren      | Belgique    | ?                 | 18 octobre 1959    | 1977-1981            | 0 (0)             | 0    | 0      | 0      |
| Paul Van Himst            | Belgique    | Attaquant         | 2 octobre 1943     | 1976-1977            | 0 (0)             | 0    | 0      | 0      |
| Joachim Van Holm          | Belgique    | Défenseur         | 4 septembre 1979   | 2006-2007            | 27 (0)            | 0    | 2      | 0      |
| David Van Hoyweghen       | Belgique    | Défenseur         | 20 mars 1976       | 1998-2002            | 90 (90)           | 9    | 12     | 0      |
| Marc Van Hyfte            | Belgique    | ?                 | 28 janvier 1949    | 1977-1979            | 0 (0)             | 0    | 0      | 0      |
| Henri Van Ingelghem       | Belgique    | ?                 | 19 septembre 1941  | 1957-1959            | 0 (0)             | 0    | 0      | 0      |
| Alain Van Kemseke         | Belgique    | ?                 | 29 juin 1954       | 1977-1985            | 0 (0)             | 0    | 0      | 0      |
| Pascal Van Labeke         | Belgique    | ?                 | 11 avril 1965      | 1987-1988            | 3 (0)             | 0    | 0      | 0      |
| Ken Van Lijsebeth         | Belgique    | ?                 | 16 juillet 1991    | 2008-2009            | 1 (0)             | 0    | 0      | 0      |
| Geert Van Lokeren         | Belgique    | ?                 | 18 février 1968    | 1983-1988            | 8 (0)             | 0    | 0      | 0      |
| Raymond Van Looy          | Belgique    | ?                 | 21 mai 1937        | 1961-1963            | 0 (0)             | 0    | 0      | 0      |
| Alain Van Mieghem         | Belgique    | Milieu de terrain | 2 mai 1982         | 2008-2009            | 10 (0)            | 0    | 3      | 0      |
| Marc Van Oost             | Belgique    | ?                 | 22 octobre 1965    | 1982-1987            | 0 (0)             | 0    | 0      | 0      |
| Roald Van Peteghem        | Belgique    | ?                 | 8 février 1964     | 1987-1995            | 99 (27)           | 8    | 6      | 1      |
| Antoine Van Poelvoorde    | Belgique    | Attaquant         | 8 juin 1939        | 1957-1962, 1965-1970 | 0 (0)             | 0    | 0      | 0      |
| Jan Van Poelvoorde        | Belgique    | ?                 | ?                  | 1957-1962            | 0 (0)             | 0    | 0      | 0      |
| Thomas Van Renterghem     | Belgique    | ?                 | 11 avril 1991      | 2011-...             | 25 (0)            | 0    | 1      | 0      |
| Stefan Van Riel           | Belgique    | Défenseur         | 29 décembre 1970   | 1994-1998            | 93 (93)           | 4    | 15     | 3      |
| Theo Van Rooy             | Belgique    | ?                 | 2 octobre 1934     | 1960-1961            | 0 (0)             | 0    | 0      | 0      |
| Geert Van Roy             | Belgique    | ?                 | 5 mars 1956        | 1977-1986            | 25 (0)            | 44   | 0      | 0      |
| Johan Van Rumst           | Belgique    | Milieu de terrain | 30 décembre 1977   | 2005-2006            | 12 (0)            | 4    | 1      | 0      |
| Jan Van Steenberghe       | Belgique    | Gardien de but    | 4 juillet 1972     | 1994-2000            | 44 (44)           | 0    | 4      | 0      |
| Steven Van Steenberghe    | Belgique    | Gardien de but    | 26 août 1978       | 2008-2010            | 18 (0)            | 0    | 1      | 0      |
| Frank Van Vaerenberg      | Belgique    | ?                 | 9 octobre 1960     | 1982-1983            | 0 (0)             | 0    | 0      | 0      |
| Camille Van Vaerenbergh   | Belgique    | ?                 | 15 janvier 1934    | 1957-1958            | 0 (0)             | 0    | 0      | 0      |
| Kurt Van Vaerenbergh      | Belgique    | ?                 | 27 mai 1988        | 2006-2007            | 2 (0)             | 0    | 0      | 0      |
| Dave Van Waes             | Belgique    | ?                 | 5 février 1976     | 2003-2004            | 4 (0)             | 0    | 0      | 0      |
| Peter Van Wambeke         | Belgique    | Milieu de terrain | 19 avril 1963      | 1992-1997            | 119 (66)          | 22   | 9      | 0      |
| Warry Van Wattum          | Pays-Bas    | Milieu de terrain | 22 octobre 1968    | 1999-2001            | 3 (3)             | 0    | 0      | 0      |
| Hans Van Wilderode        | Belgique    | ?                 | 28 mars 1963       | 1983-1989            | 54 (0)            | 0    | 0      | 2      |
| Philippe Vande Walle      | Belgique    | Gardien de but    | 22 décembre 1961   | 1997-1999            | 52 (52)           | 0    | 2      | 1      |
| Andy Vandenabeele         | Belgique    | ?                 | 8 novembre 1975    | 2006-2007            | 18 (0)            | 0    | 0      | 0      |
| Didier Vandenabeele       | Belgique    | ?                 | 6 septembre 1950   | 1978-1979            | 0 (0)             | 0    | 0      | 0      |
| Gregory Vandenbergh       | Belgique    | ?                 | 5 janvier 1985     | 2001-2002            | 0 (0)             | 0    | 0      | 0      |
| Gregory Vandenbulcke      | Belgique    | ?                 | 28 septembre 1971  | 2005-2007            | 15 (0)            | 0    | 1      | 0      |
| Dirk Vanderbeken          | Belgique    | Milieu de terrain | 30 décembre 1965   | 1991-1992            | 32 (32)           | 0    | 0      | 1      |
| Yves Vanderhaeghe         | Belgique    | Milieu de terrain | 30 janvier 1970    | 1994-1998            | 94 (94)           | 11   | 18     | 2      |
| Pierre Vandermeirsch      | Belgique    | ?                 | ?                  | 1955-1962            | 0 (0)             | 0    | 0      | 0      |
| Pascal Vanderstockt       | Belgique    | ?                 | 12 juillet 1968    | 1986-1988            | 20 (0)            | 2    | 1      | 0      |
| Peter Vanderstraeten      | Belgique    | ?                 | 27 septembre 1960  | 1978-1979            | 0 (0)             | 0    | 0      | 0      |
| Marijn Vandewalle         | Belgique    | Attaquant         | 29 mars 1993       | 2012-...             | 0 (0)             | 0    | 0      | 0      |
| Christophe Vandyck        | Belgique    | ?                 | 12 avril 1977      | 2006-2007            | 0 (0)             | 0    | 0      | 0      |
| Sander Vaneyk             | Belgique    | ?                 | 23 avril 1992      | 2012-...             | 0 (0)             | 0    | 0      | 0      |
| David Vanhagendoren       | Belgique    | ?                 | 28 février 1977    | 2006-2007            | 7 (0)             | 0    | 0      | 0      |
| Vincent Varache           | Belgique    | ?                 | 18 janvier 1982    | 2000-2001            | 0 (0)             | 0    | 0      | 0      |
| Marc Vekeman              | Belgique    | ?                 | 8 juillet 1955     | 1978-1979            | 0 (0)             | 0    | 0      | 0      |
| Dejan Veljkovic           | Belgique    | ?                 | 20 février 1970    | 1992-1993            | 25 (0)            | 4    | 2      | 0      |
| Wim Verbeke               | Belgique    | ?                 | 1er mars 1964      | 1983-1984            | 0 (0)             | 0    | 0      | 0      |
| Bram Verbist              | Belgique    | Gardien de but    | 5 mars 1983        | 2006-2007            | 11 (0)            | 0    | 0      | 0      |
| Mark Verbruggen           | Belgique    | ?                 | 22 juin 1959       | 1991-1992            | 12 (12)           | 0    | 3      | 0      |
| Stijn Vergeylen           | Belgique    | ?                 | 11 février 1980    | 1997-2000, 2003-2004 | 33 (33)           | 1    | 4      | 0      |
| Ewen Verheyden            | Belgique    | Milieu de terrain | 7 avril 1980       | 2006-2012            | 153 (0)           | 23   | 12     | 3      |
| Geert Verheyden           | Belgique    | Gardien de but    | 2 décembre 1966    | 1989-1990            | 3 (0)             | 0    | 0      | 0      |
| Arne Verhoeven            | Belgique    | ?                 | 12 mars 1992       | 2009-2011            | 3 (0)             | 0    | 0      | 0      |
| Eric Verhoeven            | Belgique    | ?                 | 25 janvier 1961    | 1978-1981            | 0 (0)             | 0    | 0      | 0      |
| Gert-Jan Verhoeven        | Belgique    | Gardien de but    | 23 septembre 1993  | 2012-...             | 0 (0)             | 0    | 0      | 0      |
| Kenny Verhoeven           | Belgique    | Milieu de terrain | 21 juin 1981       | 2002-2003            | 19 (0)            | 2    | 4      | 0      |
| Augustijn Verhulst        | Belgique    | ?                 | ?                  | 1941-1946            | 0 (0)             | 0    | 0      | 0      |
| Ghislain Verhulst         | Belgique    | ?                 | 21 septembre 1945  | 1971-1978            | 0 (0)             | 0    | 0      | 0      |
| Karel Verhulst            | Belgique    | ?                 | 11 février 1982    | 2000-2002            | 4 (4)             | 0    | 0      | 0      |
| Sébastien Verhulst        | Belgique    | Attaquant         | 19 février 1907    | 1938-1939            | 0 (0)             | 0    | 0      | 0      |
| Jan Verlinden             | Belgique    | Défenseur         | 8 mars 1977        | 2001-2002            | 24 (24)           | 0    | 4      | 0      |
| Marc Vermeiren            | Belgique    | ?                 | 18 avril 1965      | 1985-1987            | 22 (0)            | 1    | 4      | 0      |
| Bram Vermeulen            | Belgique    | ?                 | 11 juin 1982       | 2000-2002            | 0 (0)             | 0    | 0      | 0      |
| Rudi Vermeulen            | Belgique    | ?                 | 9 novembre 1957    | 1977-1984            | 0 (0)             | 0    | 0      | 0      |
| Fernand Vermoes           | Belgique    | ?                 | ?                  | 1971-1972            | 0 (0)             | 0    | 0      | 0      |
| Erwin Verpeten            | Belgique    | ?                 | 12 novembre 1956   | 1975-1981            | 0 (0)             | 0    | 0      | 0      |
| Bas Vervaeke              | Belgique    | Milieu de terrain | 13 novembre 1981   | 2011-2012            | 31 (0)            | 3    | 4      | 1      |
| Nils Vervaene             | Belgique    | ?                 | 5 avril 1991       | 2006-2007            | 1 (0)             | 0    | 0      | 0      |
| Yannick Vervalle          | Belgique    | Milieu de terrain | 3 juin 1981        | 2001-2002            | 22 (22)           | 0    | 2      | 1      |
| Christian Vlaeminck       | Belgique    | ?                 | 31 mars 1956       | 1978-1979            | 0 (0)             | 0    | 0      | 0      |
| Stijn Vlaminck            | Belgique    | Milieu de terrain | 9 mars 1979        | 2003-2004            | 13 (0)            | 0    | 3      | 0      |
| Karel Voogt               | Pays-Bas    | Attaquant         | 20 novembre 1921   | 1936-1949, 1951-1958 | 0 (0)             | 0    | 0      | 0      |
| Sven Vyverman             | Belgique    | ?                 | 12 juin 1992       | 2009-2010            | 1 (0)             | 0    | 0      | 0      |

## W
| Joueur           | Nationalité | Position          | Date de naissance | Période(s) | Matches (dont D1) | Buts | Jaunes | Rouges |
| ---------------- | ----------- | ----------------- | ----------------- | ---------- | ----------------- | ---- | ------ | ------ |
| Mario Walravens  | Belgique    | ?                 | 22 juillet 1976   | 2002-2003  | 23 (0)            | 4    | 3      | 0      |
| Clegy Wambacq    | Belgique    | ?                 | 2 juillet 1983    | 2006-2007  | 1 (0)             | 0    | 0      | 0      |
| Jan Wellekens    | Belgique    | ?                 | 5 juillet 1963    | 1979-1980  | 0 (0)             | 0    | 0      | 0      |
| Thomas Weydisch  | Belgique    | Milieu de terrain | 4 septembre 1987  | 2012-...   | 0 (0)             | 0    | 0      | 0      |
| József Wölbling  | Hongrie     | Attaquant         | 10 avril 1936     | 1961-1962  | 110 (8)           | 17   | 0      | 0      |
| Didier Wittebole | Belgique    | Attaquant         | 22 novembre 1965  | 1989-1990  | 23 (0)            | 7    | 1      | 0      |
| Jozsef Wolbling  | Belgique    | ?                 | 10 avril 1936     | 1961-1963  | 0 (0)             | 0    | 0      | 0      |
| Lorenzo Wouter   | Belgique    | ?                 | 1er décembre 1984 | 2008-2009  | 4 (0)             | 0    | 1      | 0      |
| Ken Wouters      | Belgique    | ?                 | 10 janvier 1976   | 2002-2003  | 5 (0)             | 0    | 0      | 0      |

## Y
| Joueur              | Nationalité | Position          | Date de naissance | Période(s) | Matches (dont D1) | Buts | Jaunes | Rouges |
| ------------------- | ----------- | ----------------- | ----------------- | ---------- | ----------------- | ---- | ------ | ------ |
| Jean-Pierre Yangara | Belgique    | ?                 | 18 septembre 1958 | 1982-1984  | 22 (0)            | 2    | 0      | 0      |
| Jonathan Yombo      | Belgique    | ?                 | 18 novembre 1990  | 2010-2012  | 32 (0)            | 4    | 5      | 0      |
| Steev Yousfi        | Belgique    | Milieu de terrain | 11 mars 1974      | 2002-2004  | 32 (0)            | 2    | 10     | 1      |

## Z
| Joueur          | Nationalité | Position | Date de naissance | Période(s) | Matches (dont D1) | Buts | Jaunes | Rouges |
| --------------- | ----------- | -------- | ----------------- | ---------- | ----------------- | ---- | ------ | ------ |
| Theodor Zakkas  | Belgique    | ?        | 11 décembre 1965  | 1987-1993  | 82 (34)           | 12   | 2      | 0      |
| Dubrovka Zrilic | Belgique    | ?        | 9 novembre 1974   | 2004-2005  | 7 (0)             | 0    | 1      | 0      |

### Sources
- (nl) « Liste des joueurs du club », sur Belgian Soccer Database